# 18 Puppis
18 Puppis (18 Pup / HD 68146 / HR 3202 / HIP 40035) es una estrella binaria en la constelación de Puppis.
El sistema está formado por 18 Puppis A, estrella blanco-amarilla de tipo espectral F6.5V, y 18 Puppis B, enana roja de tipo M2V. La separación visual entre ambas es de 92 segundos de arco.
Se encuentra a 73 años luz de distancia del sistema solar.
18 Puppis A (GJ 9255 A / NLTT 19073), de magnitud aparente +5,54, es casi 3 veces más luminosa que el Sol y tiene una temperatura efectiva de 6260 K.
Gira sobre sí misma con una velocidad de rotación proyectada de 11 km/s.
Su metalicidad —basada en el contenido relativo de hierro— es ligeramente inferior a la del Sol ([Fe/H] = -0,09).
Otros elementos evaluados como sodio, magnesio, silicio, calcio y níquel presentan niveles comparables a los solares.
Su masa es un 17% mayor que la masa solar y tiene una edad estimada de 3100 millones de años.
No muestra exceso de emisión en el infrarrojo atribuible a la presencia de un disco circunestelar de polvo.
18 Puppis B (GJ 9255 B / NLTT 19072), con magnitud +11,80, es mucho más tenue que su compañera. Tiene una temperatura estimada de 3660 K y una metalicidad en torno al 76% de la del Sol.